# Lucy Aikin

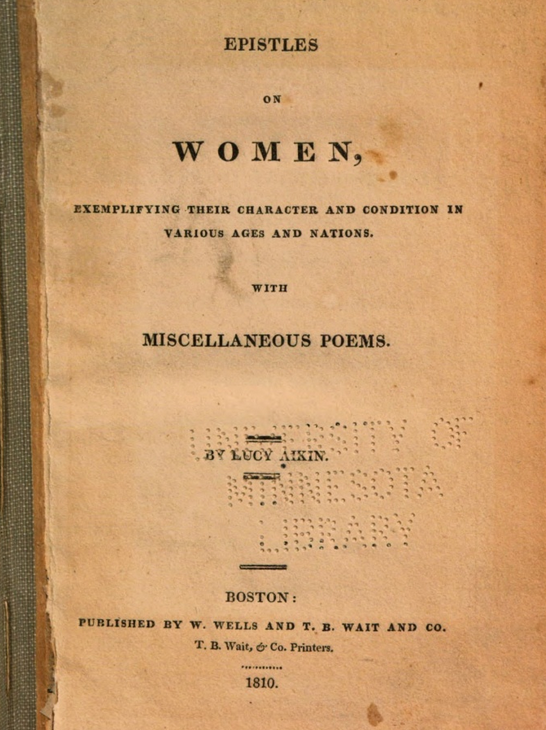
Epistles on Women, de Lucy Aikin (1810, Boston)

Lucy Aikin (6 de noviembre de 1781- 29 de enero de 1864), hija del escritor y médico inglés John Aikin y sobrina de Anna Laetitia Barbauld, nacida en Warrington, Inglaterra, fue una escritora inglesa.

## Biografía
Lucy Aikin nació en una familia literaria. Su padre,  John Aikin, era doctor en medicina, historiador y escritor, y su tía, Anna Laetitia Barbauld también era escritora y crítica del sistema educativo. Lucy fue educada bajo su tutela, y "leía literatura e historia en inglés, francés, italiano y latín". Lucy comenzó a escribir artículos para revistas a los diecisiete años de edad, además de asistir a su padre como editoria de sus libros. Lucy estaba interesada en la educación de niños pequeños, por lo que publicó varios libros con el propósito de asistir a los lectores jóvenes: Poetry for Children: Consisting of Short Pieces to be Committed to Memory (1801), Juvenile Correspondence or Letters, Designed as Examples of the Epistolary Style, for Children of Both Sexes (1811), An English Lesson Book, for the Junior Classes (1828), y The Acts of Life: of Providing Food, of Providing Clothing, of Providing Shelter (1858).  
Aikin también fue responsable por un número de traducciones de libros franceses: la obra de Louis Francois Jauffret The Travels of Rolando (publicada hacia 1804), y el libro de Jean Gaspard Hess The Life of Ulrich Zwingli (1812). También escribió dos obras creativas: Epistles on Women, Exemplifying their Character and Condition in Various Ages and Nations, with Miscellaneous Poems (1810), y su única obra de ficción Lorimer, a Tale (1814).  
También se la recuerda por sus biografías: Memoir of John Aikin, MD (1823), The Works of Anna Laetita Barbauld (1825), The Life of Anne Boleyn (1827), y The Life of Joseph Addison (1843).  
Sin embargo, según sus memorias y su obituario, fue probablemente más conocida por sus novelas históricas: Memoirs of the Court of Queen Elizabeth (1818), Memoirs of the Court of James I (1822), y Memoirs of the Court of Charles I (1833).  
Bajo el seudónimo Mary Godolphin, Lucy Aikin ha escrito versiones de:Pilgrim's Progress, Robinson Crusoe, Swiss Family Robinson, Aesop's Fables, Evenings at Home, y Sandford and Merton, "en palabras de una sílaba".
Lucy Aikin murió en Hampstead, Inglaterra, donde vivía desde hacía cuarenta años.

## Lista de obras
1801 Poetry for Children: Consisting of Short Pieces to be Committed to Memory

1804 Louis Francois Jauffret’s The Travels of Rolando (traducción del francés)

1810 Epistles on Women, Exemplifying their Character and Condition in Various Ages and Nations, with Miscellaneous Poems

1811 Juvenile Correspondence or Letters, Designed as Examples of the Epistolary Style, for Children of Both Sexes

1812 Jean Gaspard Hess’ The Life of Ulrich Zwingli (traducción del francés)

1814 Lorimer, a Tale

1818 Memoirs of the Court of Queen Elizabeth

1822 Memoirs of the Court of James I

1823 Memoir of John Aikin, MD 

1825 The Works of Anna Laetita Barbauld

1827 The Life of Anne Boleyn 

1828 An English Lesson Book, for the Junior Classes

1833 Memoirs of the Court of Charles I

1843 The Life of Joseph Addison 

1858 The Acts of Life: of Providing Food, of Providing Clothing, of Providing Shelter

1858 Holiday Stories for Young Readers

## Obras escritas como Mary Godolphin
1867 Robinson Crusoe: In Words of One Syllable 

1868 Sandford and Merton: In Words of One Syllable

1868 An Evening at Home: In Words of One Syllable

1869 Aesop's Fables: In Words of One Syllable

1869 The Pilgrim's Progress: In Words of One Syllable

1869 The Swiss Family Robinson: In Words of One Syllable

1870 The One Syllable Sunday Book